# Robin Plackett
Robin L. Plackett (1920 –2009) va ser un estadístic anglès conegut per les seves aportacions a la història de l'Estadística, però més especialment per les seves contribucions, juntament amb J. P. Burman, als dissenys d'experiments, en concret als anomenats dissenys de Plackett–Burman.
Va ser el primer professor d'Estadística a Newcastle University i va mantenir la seva càtedra fins a la seva jubilació el 1983.
L'any 1987 la Royal Statistical Society li va concedir la Guy Medal d'or després d'haver-li donat les medalles de bronze i d'argent.
Va publicar alguns llibres sobre Estadística, entre els quals cal destacar els Principles of Regression Analysis (1960), The Analysis of Categorical Data (1974) i An Introduction to the Interpretation of Quantal Responses in Biology (1979).

## Llibres seleccionats
- Plackett, R. L. Principles of Regression Analysis. Londres: Oxford at the Clarendon Press, 1960
- Plackett R. L. The analysis of categorical data. Londres: Griffin, 1974 ISBN 0852642288
- Plackett R. L. Hewlett P, S. An Introduction to the Interpretation of Quantal Responses in Biology Baltimore: University Park Press, 1979 ISBN 978-0839113867